# Dihammaphora auratopilosa
Dihammaphora auratopilosa là một loài bọ cánh cứng trong họ Cerambycidae.